# Corrales del Vino
Corrales del Vino – gmina w Hiszpanii, w prowincji Zamora, w Kastylii i León, o powierzchni 75,61 km². W 2011 roku gmina liczyła 1088 mieszkańców.